# Dampskibet Alexandra
Dampskibet Alexandra er Flensborgs maritime vartegn og Tysklands ældste salondamper. 
Skibet er bygget i april 1908 i Hamborg, hvor prinsesse Alexandra Viktoria af Slesvig-Holsten-Sønderborg-Glücksborg døbte skibet efter sig selv. I samme år blev dampskibet indsat i trafik på færgeruterne på Flensborg Fjord. Under 1. verdenskrig sejlede skibet for den tyske krigsmarine. 
Efter grænsedragningen i 1920, hvor grænsen mellem Danmark og Tyskland kom til at løbe midt i fjorden, fortsatte dampskibet med at sejle på de samme havne som hidtil.
I 1975 blev skibet taget ud af drift. Skibet blev restaureret og tilbyder siden 1988 sejlture hver sommer til Lyksborg, Okseøerne og andre steder langs Flensborg Fjord. 